# Шибеко, Иван Артемьевич
Ива́н Артёмович Шибе́ко (29 сентября 1930, в. Стецево Сенненского района Витебской области, БССР — 2005) — советский партийный и государственный деятель, бывший председатель Витебского областного исполнительного комитета (1977—1984).

## Биография
Окончил Смольянский сельскохозяйственный техникум (1950), Высшую партийную школу при ЦК КПСС (1963).
Работал в Богушевском райкоме ЛКСМБ, Витебском обкоме ЛКСМБ, Толочинском, Дубровенском райкомах КПБ, Витебском обкоме КПБ, начальником Полоцкого территориального производственного колхозно-совхозного управления.
С 28 декабря 1977 года по 24 декабря 1984 года был председателем Витебского облисполкома.
Член ЦК КПБ (1976—1986). Депутат Верховного Совета БССР (1967—1971, 1975—1985), член Президиума Верховного Совета БССР (1980—1985).

## Произведения
- Шибеко, Иван Артемьевич Мастера северного шелка [Текст] : [Льноводы Дубровен. района Витеб. обл.] — Мн: Урожай, 1969. — 64 с.